# Dining Room (comercial de televisión)
Dining Room (también conocido como Dining Room Table) es el nombre de un comercial televisivo realizado por la agencia de publicidad Deutsch Inc. para IKEA en 1994, y que es considerado el primer anuncio en televisión emitido en Estados Unidos que presentaba abiertamente una pareja homosexual.

## Antecedentes
En junio de 1992 se había emitido en Estados Unidos un comercial de Kmart —con ocasión del Día del Padre— en donde se sugería la relación sentimental entre dos hombres que aparecen comprando, sin embargo la empresa negó tal situación y señalaba que dichos personajes ya habían aparecido en comerciales anteriores con sus respectivas esposas. En el comercial se observaba a dos hombres comprando una motosierra y uno de ellos toma del hombro al otro mientras caminan alejándose del plano de cámara.
El primer comercial televisivo que mostraba explícitamente parejas homosexuales (tanto de gays como lesbianas) fue emitido en Países Bajos en 1992, y que correspondía a la aseguradora AMEV. Al año siguiente, un anuncio del periódico danés Politiken mostró el primer beso gay en un comercial televisivo; dicha publicidad fue realizada por Lars von Trier.

## Producción
Realizado por la agencia publicitaria Deutsch Inc. y con Patrick O'Neill como director de arte, el anuncio presentaba a dos actores (John Sloman —quien también es abiertamente gay— y Scott Blakeman) que interpretaban respectivamente a Steve y Mitch, una pareja gay que llevaba alrededor de 3 años juntos y presentan de manera testimonial la búsqueda en una tienda IKEA de una nueva mesa para el comedor de su casa. Además de la búsqueda de la mesa, los personajes hablan sobre la forma en que se conocieron y sus planes a futuro.
El comercial fue emitido por primera vez el 30 de marzo de 1994 en estaciones de televisión locales en Nueva York, Filadelfia y Washington D. C. en horario nocturno, siendo también planificada su emisión en Los Ángeles. El anuncio formaba parte de una serie de comerciales de IKEA en que se presentaban diferentes tipos de familias y sus integrantes; algunos de ellos presentaban, por ejemplo, a una madre divorciada y una pareja heterosexual con un hijo adoptivo.

## Reacciones
IKEA recibió más de 3000 llamados telefónicos sobre dicho comercial, de los cuales 307 contenían opiniones negativas, y la empresa recibió publicidad gratuita, ya que por ejemplo CNN exhibió el comercial 38 veces en sus bloques informativos al cubrir la noticia de las reacciones a su emisión. Stuart Elliott, columnista de publicidad de The New York Times, señaló que el anuncio de IKEA buscaba que la marca obtuviera el «Gay Housekeeping Seal of Approval» («sello de aprobación del dueño de casa gay»). Scott Sherman, integrante de New York Communications and Advertising Network, señaló opiniones favorables para el comercial.
La emisión del comercial de IKEA generó protestas por parte de grupos conservadores y católicos; algunas de las sucursales de la tienda en la costa oeste de los Estados Unidos sufrieron el colapso de sus líneas telefónicas por parte de manifestantes que expresaban su malestar por dicho anuncio. Una tienda en Hicksville (Nueva York) sufrió una amenaza de bomba, la cual fue descartada tras la evacuación del local. A pesar de las protestas de dichos grupos, IKEA continuó con su campaña en las semanas siguientes y desistió de retirar su anuncio televisivo.